# Kelly-Qian van Binsbergen
Kelly-Qian van Binsbergen is een Nederlandse programmamaakster en journaliste, bekend van haar werk bij Omroep ZWART op NPO3. 
Ze maakt maatschappelijke onderwerpen toegankelijk door een mix van humor en scherpe observaties. In 2023 werd haar documentaire De Afhaalchinees geprezen, met nominaties voor de Nipkowschijf, de DDG Award en een selectie voor de NFF debuutregie. Deze productie won ook een prijs voor beste verhalende journalistiek. In november 2024 bracht ze de serie Sexotisch uit, een taboedoorbrekend programma over seksualiteit en etniciteit, waarin ze opnieuw controversiële thema’s met een speelse aanpak behandelt.
Op anderhalfjarige leeftijd is van Binsbergen geadopteerd uit Guizhou, China en groeide op in het West-Zeeuws Vlaamse plaatsje Sluis.